# Hugh Walpole
Sir Hugh Seymour Walpole (ur. 13 marca 1884 w Auckland, zm. 1 czerwca 1941 w Londynie) – angielski powieściopisarz, krytyk literacki.
Urodził się na Nowej Zelandii. Uczył się w Anglii. Nim został pisarzem, pracował jako nauczyciel. W 1909 wydał pierwszą powieść The Wooden Horse. Powieść Fortitude z 1913 odniosła duży sukces. W czasie I wojny światowej pracował w Rosji dla Czerwonego Krzyża. Swe wrażenia spisał w Ciemnym lesie (1916) i The secret city (1919).
Walpole mieszkał w Brackenburn Lodge. Tutaj napisał najbardziej znane prace, włączając w to sagę rodzinną The Herries Chronicle (Rogue Herries (1930), Judith Paris (1931), The Fortress (1932) i Vanessa (1933)).
Jego książki były bardzo popularne i odniosły finansowy sukces. W dorobku literackim pisarza można znaleźć powieści szkolne (Mr Perrin and Mr Traill (1911) i trylogia Jeremy), gotyckie horrory (Wizerunek człowieka rudego (1925) i The Killer & The Slain (1942)). Pisał również biografie – Józefa Conrada (1916) Jamesa Brancha Cabella (1920) i Anthony Trollpe'a (1928). Pisał także sztuki. Napisał scenariusz do zrealizowanego przez wytwórnię Metro-Goldwyn-Mayer filmu David Copperfield (1935) w reżyserii George'a Cukora. Zagrał w nim także małą rolę.
W 1937 otrzymał tytuł szlachecki.
Walpole należał do ekskluzywnej gejowskiej koterii Londynu lat trzydziestych. Należeli do niej również Noel Coward i Ivor Novello.